# John Alan Smith
John Alan Smith (ur. 25 września 1942) – północnorodezyjski zapaśnik walczący w stylu wolnym. Olimpijczyk z Tokio 1964, gdzie zajął dziewiętnaste miejsce w kategorii do 63 kg.

## Letnie Igrzyska Olimpijskie 1964
| Konkurencja      | Rundy eliminacyjne  | Rundy eliminacyjne     | Klas. końcowa |
| Konkurencja      | Przeciwnik I        | Przeciwnik II          | Miejsce       |
| ---------------- | ------------------- | ---------------------- | ------------- |
| 63 kg styl wolny | Raúl Romero (ARG) P | Osamu Watanabe (JPN) P | 19.           |